# Доббертин
Доббертин (нем. Dobbertin) — община в Германии, в земле Мекленбург-Передняя Померания.
Входит в состав района Пархим. Подчиняется управлению Гольдберг-Мильдениц.  Население составляет 1228 человек (на 31 декабря 2010 года). Занимает площадь 58,97 км².
Коммуна подразделяется на 9 сельских округов.